# Heinz Mertel
Heinz Mertel (* 19. Juli 1936 in Nürnberg) ist ein deutscher Sportschütze, der für die Bundesrepublik Deutschland dreimal an Olympischen Spielen teilnahm und dabei eine Silbermedaille gewann.
Heinz Mertel war von Beruf Polizist. 1968 startete er für den Polizei-Sportverein München, 1972 für die Schützengesellschaft Stadeln bei Fürth und 1976 für die Feuerschützengesellschaft Der Bund in München. Mertel gewann 1965 mit der Luftpistole seinen ersten Deutschen Meistertitel, bis 1972 gelangen ihm insgesamt neun Meisterschaftserfolge in verschiedenen Pistolen-Klassen. Mit der Freien Pistole gewann er bei den Olympischen Spielen 1968 die Silbermedaille hinter Grigori Kossych aus der Sowjetunion und vor Harald Vollmar aus der DDR. Da Kossych und Mertel in der regulären Serie jeweils 562 Ringe erzielt hatten, wurde die Goldmedaille im Stichkampf ausgeschossen, Kossych war hier mit 30 Ringen gegenüber 26 Ringen von Mertel erfolgreicher. 1969 siegte Mertel bei der Europameisterschaft mit der Luftpistole. 1970 gewann er mit der Mannschaft die Bronzemedaille bei der Weltmeisterschaft.
1972 steigerte Mertel seinen deutschen Rekord mit der Freien Pistole auf 565 Ringe. Bei den Olympischen Spielen 1972 in München gelangen ihm nur 550 Ringe, mit denen er den 16. Platz erreichte. Vier Jahre später bei den Olympischen Spielen 1976 in Montreal erzielte Mertel 560 Ringe. Damit belegte er den vierten Platz hinter den beiden DDR-Schützen Uwe Potteck und Harald Vollmar sowie Rudolf Dollinger aus Österreich.
Heinz Mertel verfasste zusammen mit Erwin Glock ein Fachbuch zum Pistolenschießen. Neben seiner sportlichen Betätigung war Mertel engagiertes Mitglied in einem Verein, der sich mit der Waffentechnik im Wilden Westen befasste.
Am 27. November 1968 wurde ihm das Silberne Lorbeerblatt verliehen.